# Frederick A. Thomson
Pour les articles homonymes, voir Thomson.
Frederick A. Thomson est un réalisateur et acteur canadien né le 7 août 1869 à Montréal (Canada), mort le 23 janvier 1925 à Hollywood (Californie).

## Filmographie

### Comme réalisateur
- 1910 : The Fruits of Vengeance
- 1911 : Kitty and the Cowboys
- 1911 : The Gossip
- 1911 : Their Charming Mama
- 1911 : The Ventriloquist's Trunk
- 1912 : The Maid's Stratagem
- 1912 : Who's to Win?
- 1912 : The Cross Roads
- 1912 : The Indian Mutiny
- 1912 : An Elephant on Their Hands
- 1912 : In the Furnace Fire
- 1912 : In the Garden Fair
- 1912 : The Absent-Minded Valet
- 1912 : Doctor Bridget
- 1912 : All for a Girl
- 1912 : Who Stole Bunny's Umbrella?
- 1912 : Freckles
- 1913 : Wild Beasts at Large
- 1913 : Mr. Bolter's Niece
- 1913 : Three Black Bags
- 1913 : Ma's Apron Strings
- 1913 : The Volunteer Strike Breakers
- 1913 : The Elephant's Toilet
- 1913 : Stenographer's Troubles
- 1913 : Buttercups
- 1913 : The Man Higher Up
- 1913 : Mr. Ford's Temper
- 1913 : The Locket; or, When She Was Twenty
- 1913 : Suspicious Henry
- 1913 : Hubby Buys a Baby
- 1913 : He Waited
- 1913 : His Honor, the Mayor
- 1913 : The Wonderful Statue
- 1913 : Bingles Mends the Clock
- 1913 : The Amateur Lion Tamer
- 1913 : Tricks of the Trade
- 1913 : The Drop of Blood
- 1913 : The Lion's Bride
- 1913 : Bingles and the Cabaret
- 1913 : An Error in Kidnapping
- 1913 : Troublesome Daughters
- 1913 : Father and Son: or, The Curse of the Golden Land
- 1913 : The Lady and the Glove
- 1913 : The Tiger
- 1913 : Their Mutual Friend
- 1913 : Daniel
- 1913 : The Right Man
- 1913 : The Whimsical Threads of Destiny
- 1913 : Betty in the Lions' Den
- 1913 : Love's Sunset
- 1914 : In the Old Attic
- 1914 : The Hero
- 1914 : The Mischief Maker
- 1914 : The Redemption of David Corson (+ scénario)
- 1914 : The Christian (en)
- 1914 : The Spitfire
- 1914 : Warfare in the Skies
- 1914 : The Spirit of the Poppy
- 1914 : The Sign of the Cross
- 1915 : The Goose Girl
- 1915 : The Country Boy
- 1915 : The Model
- 1915 : After Dark
- 1915 : A Wonderful Adventure
- 1915 : Her Mother's Secret
- 1916 : A Parisian Romance (it)
- 1916 : Nearly a King
- 1916 : The Saleslady
- 1916 : The Feud Girl
- 1916 : The Chattel
- 1916 : An Enemy to the King
- 1917 : The Man of Mystery
- 1917 : Danger Trail
- 1918 : Wild Primrose
- 1918 : A Nymph of the Foothills
- 1918 : The Mating
- 1918 : Âmes sœurs (How Could You, Caroline?)
- 1920 : The Sport of Kings
- 1920 : The Marriage Pit
- 1920 : Heidi
- 1921 : The Heart Line

### Comme acteur
- 1911 : The Three Brothers
- 1914 : The Hero
- 1915 : The Woman from Warren's
- 1917 : The Eye of Envy : Ambition's Father
- 1922 : L'Audace et l'Habit (A Tailor-Made Man) de Joseph De Grasse: Mr. Stanlaw